# Alheira de Vinhais
A Alheira de Vinhais IGP é um produto de origem portuguesa com Indicação Geográfica Protegida pela União Europeia (UE) desde 17 de julho de 2008.

## Área geográfica
Para além da área circunscrita de nascimento, cria, recria, abate e desmancha dos porcos Bísaros e cruzados usados na produção da Alheira de Vinhais IGP, a área geográfica de transformação é mais limitada e está circunscrita aos concelhos de Alfândega da Fé, Bragança, Carrazeda de Ansiães, Freixo de Espada à Cinta, Macedo de Cavaleiros, Miranda do Douro, Mirandela, Mogadouro, Torre de Moncorvo, Vila Flor, Vimioso e Vinhais, do distrito de Bragança.

## Agrupamento gestor
O agrupamento gestor da indicação geográfica protegida "Alheira de Vinhais" é a ANCSUB - Associação Nacional de Criadores de Suínos da Raça Bísara.